# 長居公園通
長居公園通（ながいこうえんどおり）は、大阪市内を東西に走る道路の一つ。長居公園（大阪市東住吉区）の南縁を通ることから名付けられた。

## 概要

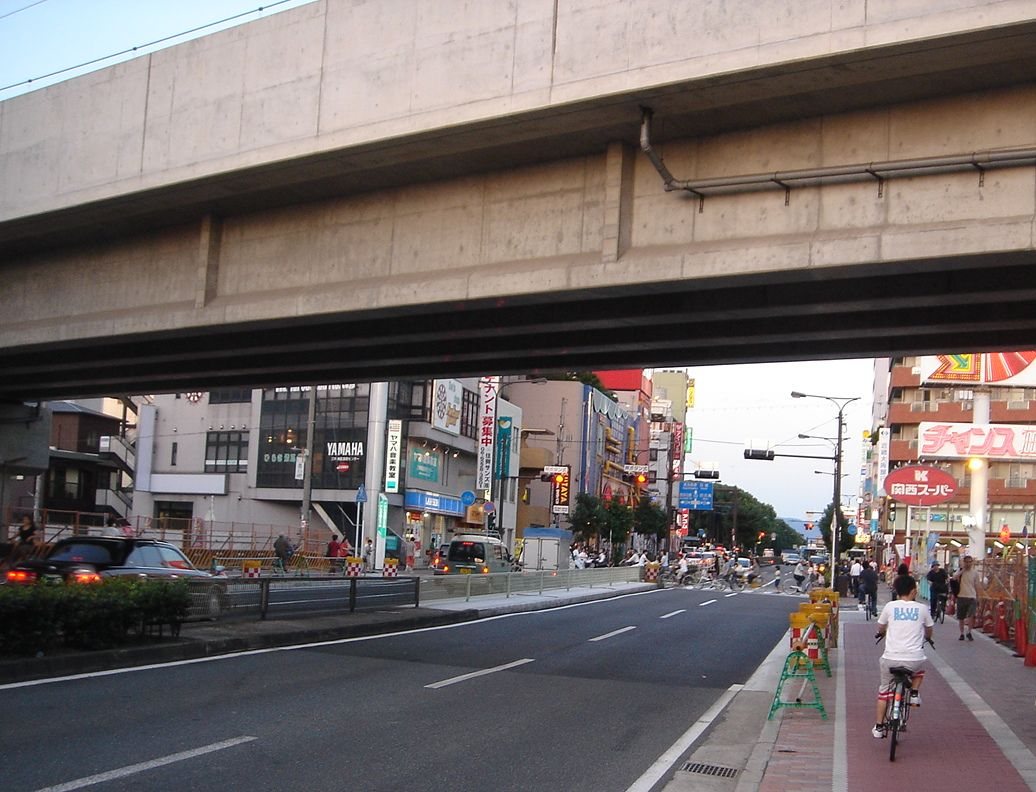
住吉区長居駅付近（かつてのJR阪和線踏み切り跡）

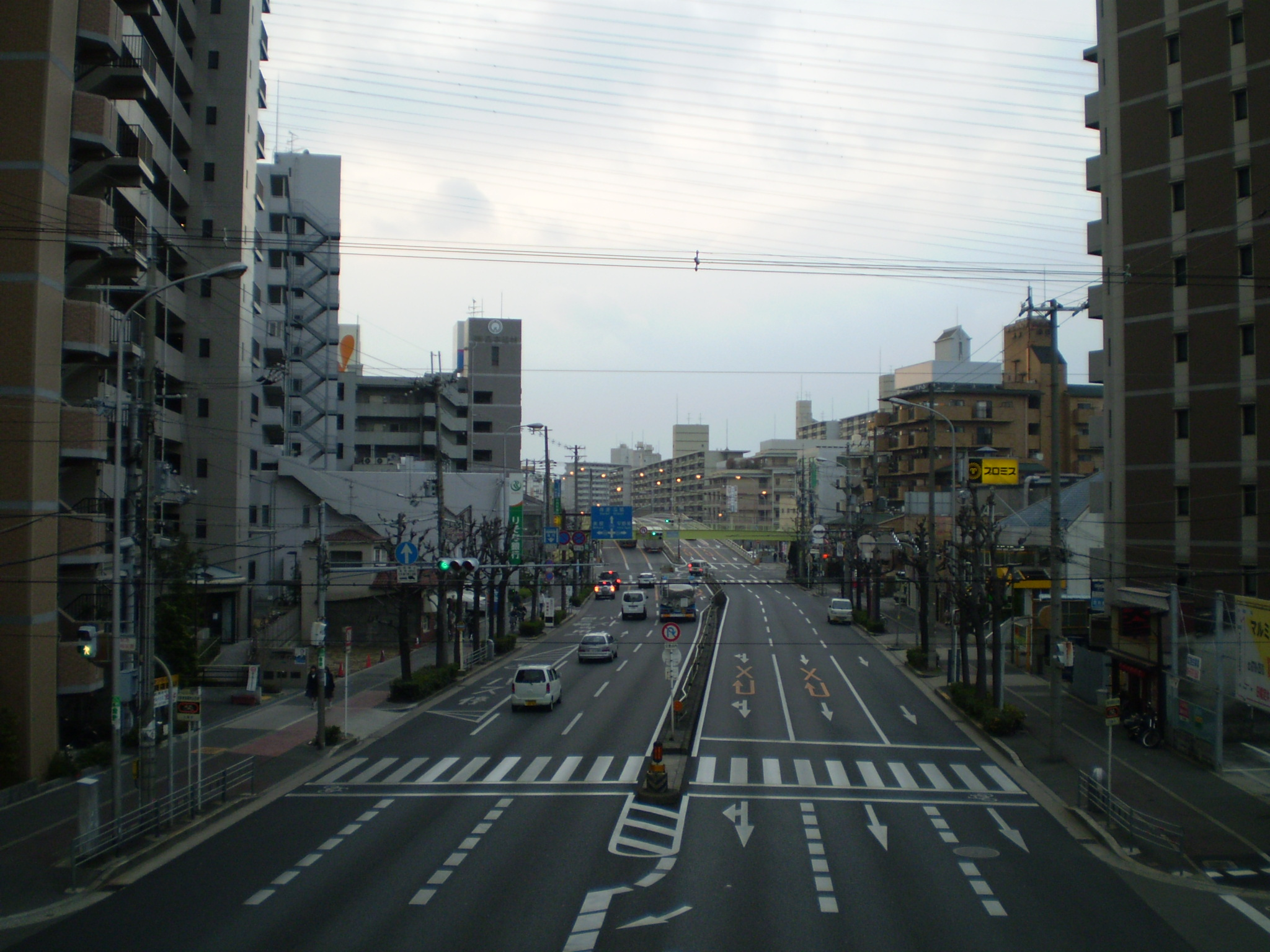
平野区出戸駅付近

区間は大阪市住之江区の浜口交差点（住之江通、国道26号） - 大阪市平野区の長吉長原東交差点（大阪府道2号大阪中央環状線）で、国道309号・国道479号・大阪府道179号住吉八尾線のそれぞれ一部に当たる。
東住吉区の湯里6交差点以西は片側2車線の計4車線道路で、同交差点以東は片側3車線の計6車線道路である。
平野区の瓜破交差点以東の地下には地下鉄谷町線が通っている。また、同交差点以西に関しても谷町線喜連瓜破駅と地下鉄四つ橋線・ニュートラム住之江公園駅とを結ぶ地下鉄を建設する構想（敷津長吉線）がある。
平野区の谷町線出戸駅付近には、廃線となった阪和貨物線を乗り越える立体交差がある。
住吉区長居では、かつてJR阪和線との平面交差のための踏切が「開かずの踏切」として、朝の通勤時間帯には深刻な渋滞を引き起こす要因となって、ここを通過する車両や歩行者を長年の間悩ませていた。しかし当該部分の阪和線区間が高架化されたことで踏切が廃止されたため、悲願であった踏切渋滞が解消された。だが、南海高野線の踏切はいまだに残っており、ここでも渋滞が起こっている。
明治時代の頃は、「境道」あるいは「八尾街道」と呼ばれていた。この道筋が古い文献に現れるのは『日本書紀』で、5世紀後期頃に住吉津から大阪平野を南北に縦貫する京中大道に直交していたとされる磯歯津路（しはつのみち、シハツ道）がその前身と見られている。『日本書紀』の雄略天皇14年正月の中に「呉の客の道を為りて、磯歯津路に通ず。」の記述があり、大陸の使節を大阪湾に面した港から難波の都に迎え入れるために築かれた道であると考えられている。
昭和50年代までは、敷津浦（現：北島）と喜連を結ぶ道という意味で「敷津喜連線」又は「喜連敷津線」と呼ばれていたこともあったが、実際の地名にそぐわなくなってきたため、この頃を境に徐々にそういった呼ばれ方をされることはなくなっていった。
1982年に大阪国際女子マラソンが始まって以来、長年長居スタジアムを発着点とするロードレースのコースになっていたが、2011年に大阪国際女子マラソンのコースが変更されたため、この通りを通るロードレースは廃止された。

## 路線状況

### 交通量
2005年度（大阪国道事務所 道の資料室より）
平日24時間交通量（台）
- 大阪市住吉区南住吉2丁目：24,346
- 大阪市東住吉区湯里4丁目：38,404
- 大阪市平野区瓜破東2丁目：37,952

## 地理

### 沿線情報
住之江区
- 住吉公園
- 安立

住吉区
- 阪堺電気軌道阪堺線 細井川停留場
- 住吉大社
- 墨江
- 大阪市住吉勤労青少年ホーム（トモノス住吉）
- JR阪和線 長居駅
- 地下鉄御堂筋線 長居駅
- 大阪市立長居小学校
- 長居

東住吉区
- 長居公園
- 大阪芸術大学短期大学部（大阪キャンパス）
- 大阪市立矢田北小学校
- 城南学園小学校
- 大阪総合保育大学
- 大阪総合保育大学短期大学部

平野区
- 大阪市営西喜連住宅
- 大阪市心身障害者リハビリテーションセンター
- 地下鉄谷町線 喜連瓜破駅
- イオン喜連瓜破ショッピングセンター
- 大阪市営瓜破東第3住宅
- 大阪市営東喜連第4住宅
- 地下鉄谷町線 出戸駅
- 平野区民センター

### 交差する道路
| 交差する道路 南← ＜長居公園通＞ →北                                                             | 交差する道路 南← ＜長居公園通＞ →北 | 交差する場所 | 交差する場所 | 路線名 |
| ----------------------------------------------------------------------------------------------- | ----------------------------------- | ------------ | ------------ | ------ |
| ＜住之江通＞ 市道浜口南港線（南港方面）                                                         |                                     |              |              |        |
| 国道26号                                                                                        | 国道26号                            | 住之江区     | 浜口         | R 479  |
| ＜あべの筋＞ 府道30号大阪和泉泉南線                                                             | ＜あべの筋＞ 府道30号大阪和泉泉南線 | 住吉区       | 千躰         | R 479  |
| ＜あびこ筋＞ 府道28号大阪高石線                                                                 | ＜あびこ筋＞ 府道28号大阪高石線     | 東住吉区     | 長居         | R 479  |
| ＜長居公園東筋＞ 府道26号大阪狭山線                                                             | ＜長居公園東筋＞ 府道26号大阪狭山線 | 東住吉区     | 長居公園東   | R 479  |
| 都計森小路大和川線                                                                              | ＜今里筋＞ 都計森小路大和川線       | 東住吉区     | 湯里6        | R 479  |
|                                                                                                 | 国道309号                           | 平野区       | 喜連西池     | R 309  |
| 国道309号                                                                                       | ＜大阪内環状線＞ 国道479号※         | 平野区       | 瓜破         | R 309  |
| 府道179号 住吉八尾線                                                                            |                                     | 平野区       | 喜連南口     | r 179  |
| 府道186号大阪羽曳野線                                                                           | 府道186号大阪羽曳野線               | 平野区       | 長吉出戸南   | r 179  |
| 府道2号大阪中央環状線                                                                           | 府道2号大阪中央環状線               | 平野区       | 長吉長原東   | r 179  |
| 都計敷津長吉線（長吉六反方面）                                                                  |                                     |              |              |        |

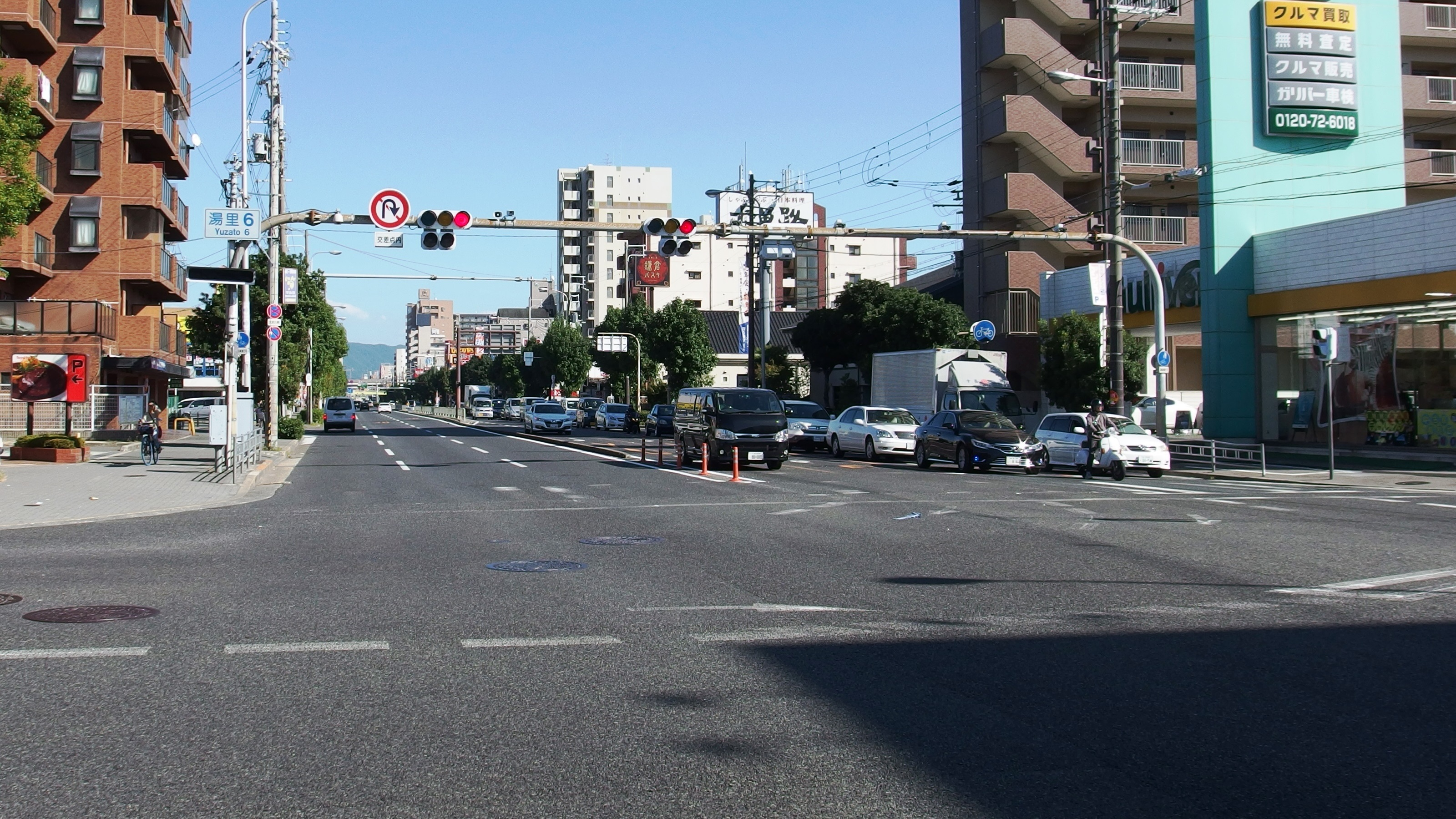
大阪市東住吉区・湯里6交差点。今里筋（左）と交差。

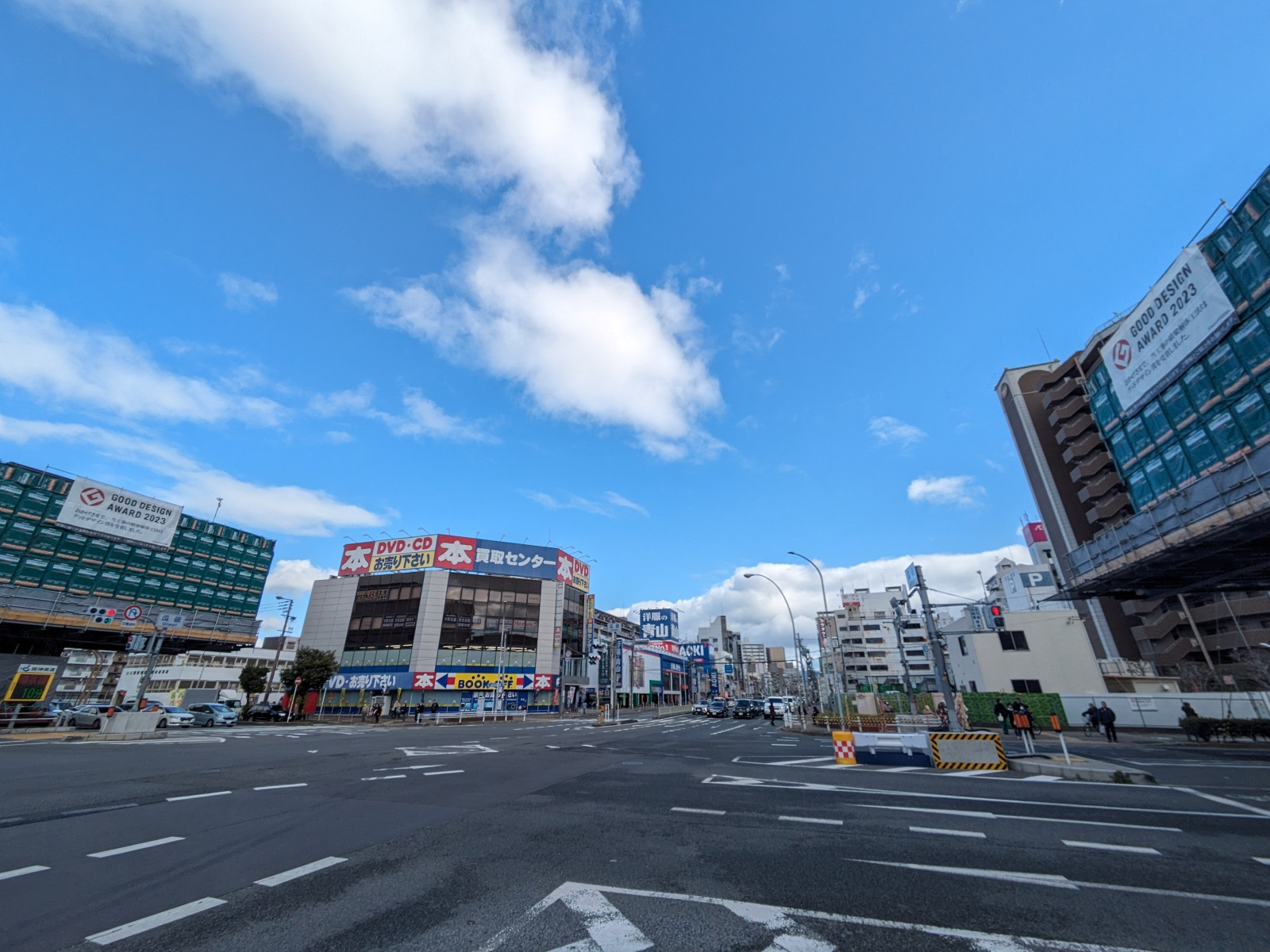
大阪市平野区・瓜破交差点。大阪内環状線と交差。

| - 交差する道路の特記がないものは一般市道。 - ※印 喜連瓜破出入口で阪神高速14号松原線と接続する。 |                                     |              |              |        |

### 交差する鉄道
住之江区
- 南海本線（立体交差（高架））
- 阪堺電気軌道阪堺線（平面交差）

住吉区
- 南海高野線（平面交差）
- JR阪和線（立体交差（高架））
- 地下鉄御堂筋線（立体交差（地下））

東住吉区
- 近鉄南大阪線（立体交差（高架））

平野区
- 阪和貨物線跡（立体交差（道路がオーバーパス））